# Tanque ligero M1917
El M1917 fue el primer tanque ligero estadounidense producido en serie, cuya producción se inició poco antes del fin de la Primera Guerra Mundial.. Fue construido bajo licencia y era casi idéntico al Renault FT-17, siendo destinado a equipar a la Fuerza Expedicionaria Estadounidense en Francia, pero los fabricantes estadounidenses fallaron en producir alguno a tiempo para participar en la guerra. De los 4.440 tanques ordenados, solo se construyeron 950. Permanecieron en servicio durante la década de 1920, pero no participaron en combate alguno y fueron retirados durante la década de 1930. 

## Historia
Estados Unidos entró a la Primera Guerra Mundial del lado de la Entente en abril de 1917, sin tanques de cualquier tipo. En mayo del mismo año, a la luz de un informe sobre teorías y operaciones de tanques británicos y franceses, el General John Pershing, Comandante en Jefe de la Fuerza Expedicionaria Estadounidente, decidió que los tanques ligeros y pesados eran esenciales para la guerra y debían obtenerse lo más pronto posible. Se creó un programa conjunto anglo-estadounidense para desarrollar un nuevo tanque pesado similar a los empleados por los británicos. Sin embargo, se esperaba que cantidades importantes de tanques no estarían disponibles hasta abril de 1918. A causa de las exigencias de la guerra sobre la industria francesa, la Comisión Interaliada del Tanque decidió que la forma más rápida de equipar a las fuerzas estadounidenses con suficientes tanques era fabricar el Renault FT-17 en Estados Unidos.
Se decidió una orden inicial de 1.200 tanques, que más tarde se incrementó a 4.400, enviándose a Estados Unidos para su estudio tanques Renault, planos y diversas piezas. El diseño sería llevado a cabo por el Departamento de Armamento, bajo el nombre clave "Tractor Especial de Seis Toneladas", encargando su producción a varias empresas. Sin embargo, el proyecto tenía diversos problemas: las especificaciones francesas empleaban el sistema métrico decimal y eran incompatibles con las maquinarias estadounidenses que empleaban el sistema imperial; la coordinación entre los departamentos militares, los proveedores y los fabricantes era pobre; la inercia burocrática, la falta de cooperación de los departamentos militares y posibles conflictos de intereses retrasaron el avance.
El Ejército estadounidense en Francia estaba esperando el arribo de 100 M1917 para abril de 1918, con 600 al mes más tarde. En el verano de 1918, sin señal alguna de los M1917 y con las tropas estadounidenses necesitando con urgencia tanques en el frente, Francia suministró 144 Renault FT-17, los cuales equiparon al Cuerpo de Tanques de la Fuerza Expedicionaria Estadounidense. Al final, la producción no empezó sino hasta el otoño y los primeros tanques salieron de la línea de producción en octubre. Dos tanques arribaron en Francia el 20 de noviembre, nueve días después del fin de las hostilidades, los cuales fueron seguidos por ocho más en diciembre.
Después de la guerra, las empresas Van Dorn Iron Works, Maxwell Motor Co. y C.L. Best Co. construyeron 950 M1917. De estos, 374 estaban armados con cañones, 526 estaban armados con ametralladoras y 50 eran tanques de comunicación (radio). Fueron entregados al Cuerpo de Tanques, para complementar a 200 Renault FT-17 traídos de Francia.

## Diferencias con el Renault FT-17
El M1917 se distingue del Renault FT-17 por varias características externas.
- El tubo de escape está en el lado izquierdo del casco en lugar del lado derecho.
- El mantelete de la torreta del FT-17 fue reemplazado por uno de nuevo diseño.
- Ruedas tensoras de acero macizo reemplazaron las ruedas de madera con llanta de acero o las ruedas de acero con siete radios del FT-17.
- Se le añadieron visores de ranura adicionales para ayudar al conductor.
- Todos los M1917 tienen una torreta poligonal; ninguno fue equipado con la torreta redonda instalada en aproximadamente el 50% de los Renault FT-17.
- El blindaje del glacis debajo de la torreta también fue ligeramente modificado.

## Empleo

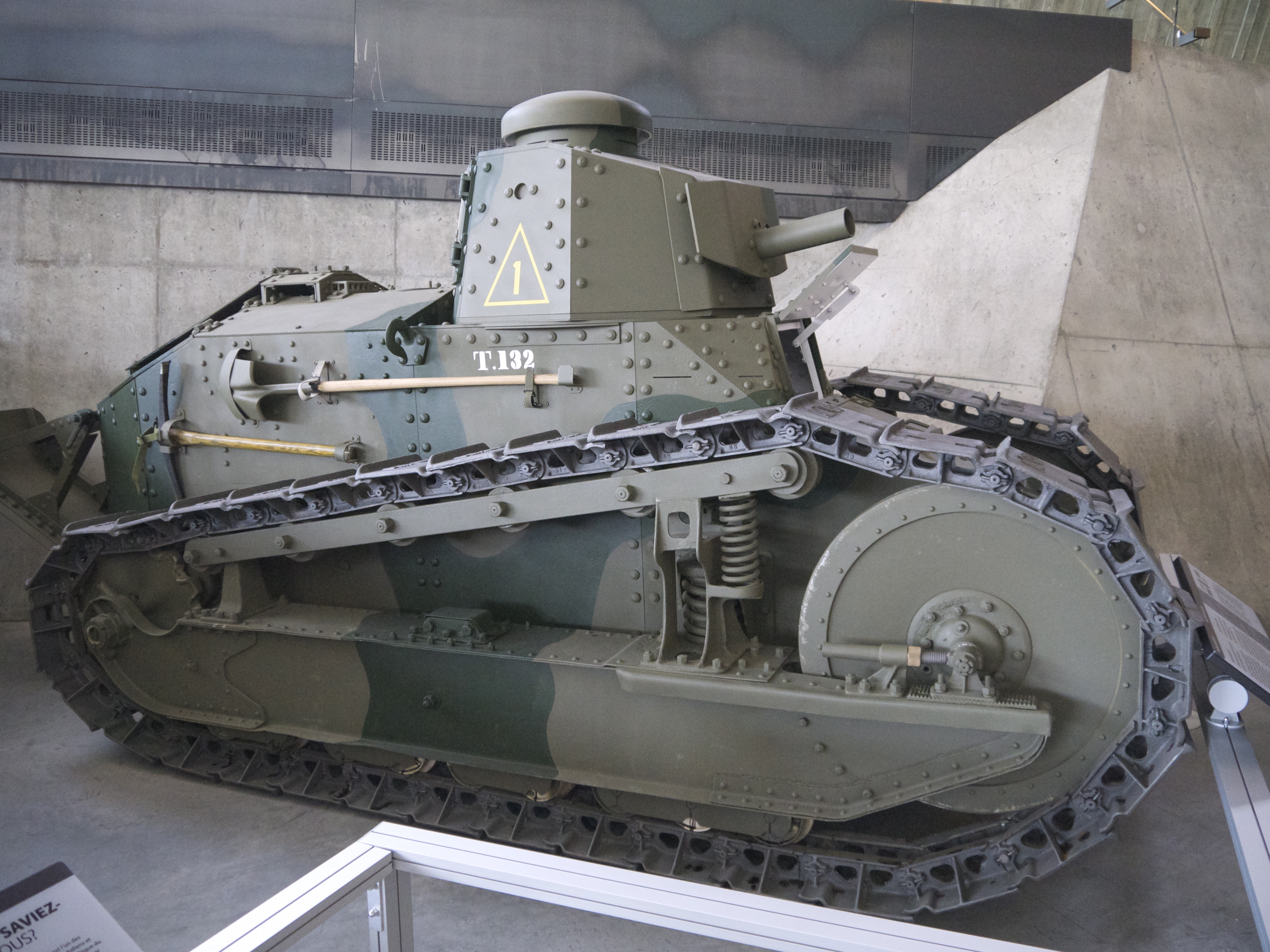
El M1917 del Museo canadiense de la guerra.

El M1917 no participó en combate alguno, pero fue empleado en los Estados Unidos para disolver multitudes en diversos disturbios y motines, tales como los disturbios raciales de Washington D. C. de 1919 y el disturbio de Lexington de 1920.
En junio de 1920, el Cuerpo de Tanques fue disuelto como rama independiente y el control de los tanques pasó a la infantería. El número de unidades de tanques se redujo progresivamente, con los vehículos almacenados como armamento de reserva o desmantelados.
Cinco M1917 acompañaron a la Fuerza Expedicionaria de Marines (los Marines de China) a Tianjin en abril de 1927 al mando del General Smedley Butler, pero no se tiene registros de que hayan abierto fuego. Estos tanques regresaron a Estados Unidos a fines de 1928.
En julio de 1932, seis M1917 fueron desplegados en Washington D. C. durante la dispersión del Ejército del Bono. George S. Patton (Hijo) afirma en sus diarios que esos vehículos eran transportados en camiones como medios disuasivos, pero películas contemporáneas los muestran avanzado sobre sus orugas a lo largo de la Avenida Pensilvania. Estos tampoco abrieron fuego.
En 1940, el Ejército canadiense compró 250 M1917 sobrantes a precio de chatarra (unos $240 cada uno) y el Real Cuerpo Blindado Canadiense obtuvo valiosa experiencia y entrenamiento con ellos antes de embarcarse hacia Europa y emplear tanques más modernos. El Ejército canadiense recibió 236 M1917 sobrantes. Quince de estos aparentemente fueron enviados a Campo Borden para entrenamiento, mientras que los demás fueron enviados para entrenar unidades individuales tales como El Fuerte Garry Horse y posiblemente otras tres.  

## Variantes
M1917 A1: En 1929, un M1917 fue equipado con un motor Franklin de seis cilindros y 67 CV enfriado por aire. Se tuvo que alargar el compartimiento del motor aproximadamente 30,5 cm. Entre 1930 y 1931, siete M1917 fueron equipados con la versión de 100 CV del Franklin. Esto incrementó su velocidad máxima a campo través a 14,5 km/h.

## Ejemplares sobrevivientes
Han sobrevivido aproximadamente 20 M1917.

## En cinematografía
Los M1917 fueron empleados en numerosas ocasiones por los cineastas estadounidenses como sustitutos de los Renault FT-17, ya sea para representar acciones de tanques estadounidenses durante la Primera Guerra Mundial o a los Renault empleados por los ejércitos europeos durante y después de la guerra.